# Paul Beer
Paul Hugo Beer (* 30. November 1873 in Samter, Provinz Posen, Deutsches Kaiserreich; † nach 1915) war ein deutscher Gymnasiallehrer, Altphilologe und Germanist.

## Leben
Paul Beer wuchs in Schneidemühl in der Provinz Posen auf, wo sein  Vater Rechnungsrat war. Er besuchte das dortige Gymnasium und studierte danach Pholologie.  
Etwa ab 1902 war er  Lehrer am königlichen Comenius-Gymnasium in Lissa und wurde dort später Oberlehrer. 1914 beendete er diese Tätigkeit und ging als Gymnasialprofessor wahrscheinlich an das Collegium Carolinum in Oberlahnstein.

## Publizistisches Wirken
Paul Beer veröffentlichte mehrere Schriften, auch zur  Volkskunde der Provinz Posen. Er begründete außerdem die angesehene Kulturzeitschrift   Aus dem Posener Lande. Blätter für Heimatkunde , die er von 1906 bis 1910 leitete. In seinen Veröffentlichungen vertrat er deutschnationale Positionen, die eine Stärkung der deutschen Kultur gegenüber der einheimischen polnischen unterstützten.
- Karl Wilhelm Jerusalem. Philosophische Schriften . Berlin 1900
- Sagen und Geschichtsbilder aus dem Posener Lande. Hirz, Leipzig 1911
- Samuel Spechts Lissaer Turmknopfchronik von 1639. Schmädicke, Lissa 1912 (auch: Beilage zum Jahresberichte des kgl. Comenius-Gymnasiums in Lissa. 1911; Digitalisat).
- Deutsche Sprachlehre für höhere Schulen. -Ausgabe B in systematischer Darstellung. Hirt, Breslau, 1912, 2., durchgesehene Auflage 1916, mit Alfred von Sanden
- Übungsbuch zu Sandens Sprachlehre für höhere Schulen. Breslau 1917